# Конгар
Конгар (около 470, Уэльс — 27 ноября 520, Иерусалим) — епископ Сомерсетский. Дни памяти — 7 ноября в Уэльсе, 27 ноября в Сомерсете.
Святой Конгар (Congar), или Кумгар (Cumgar), или Кунгар (Cungar), или валл. Кингар (Cyngar), или лат. Конкарий (Concarius) был валлийским игуменом и предположительно епископом в Сомерсете, что в настоящее время в Англии.
Он вырос в Пембрукшире и отправился через Бристольский залив, чтобы основать монастырь на холме Кэдбери неподалёку от Конгсбери, что в Сомерсете. Его имя носят село и приходская церковь в Бэдгуорс. Имеется мнение, что там находился центр епископства, который предшествовал епархии Бас и Уэллс (Bath and Wells). Предание гласит, что его посох дал корень, будучи воткнутым в землю, и в результате этот тис можно видеть и по сей день. Позднее он вернулся в Уэльс, но скончался во время паломничества в Иерусалим. Церкви, посвящённые ему, возможно, также можно найти в Бретани и Корнуолле, где он, как считается, был отшельником в Ланивете.
Брат святой Кигве.